# العمل الديمقراطي الوطني لسان تومي وبرينسيب
العمل الوطني الديمقراطي لساو تومي وبرينسيبي كان حزبًا سياسيًا شكله المنفيون من ساو تومي الذين عارضوا السياسات الاشتراكية لحكومة الحزب الواحد لحزب تحرير ساو تومي وبرينسيب.